# Ясинский, Яков (врач)
Яков (Якуб) Ясинский (пол. Jakub Jasiński; 1791, Варшава — 30 ноября 1855, Варшава) — польский медик, доктор медицины и хирургии, главный санитарный врач Варшавы.

## Биография
Окончил лицей в Варшаве, затем учился в Берлине и Венской медико-хирургической академии, где в 1814 году получил степень доктора медицины и хирургии.
В 1816—1817 работал в качестве уездного санитарного врача округа Липно. Позже открыл хирургическую практику в Варшаве, с 1828 года был членом Варшавского медицинского общества.
2 января 1823 года жалован дипломом на потомственное дворянское достоинство Царства Польского. Получил герб Злотовонж.
В 1830—1831 гг. — примариус в больнице св. Лазаря в Варшаве. Во время ноябрьского восстания 1830 года работал в Варшавских больницах и лазаретах, оказывая помощь раненным. После восстания оставался в Варшаве, где с 1834 г. занимал должность физика (санитарного врача) столичного города Варшавы и проявил самоотверженную деятельность во время холерной эпидемии в 1836, 1837, 1848 и 1852 гг.
Был также инспектором Медицинской канцелярии.
За заслуги в медицинской деятельности был награждён Золотым крестом ордена Военной доблести (Virtuti Militari — 4 ноября 1831).
Опубликовал ряд работ, посвященных медицине на польском, немецком и французском языках.
Внуки —  Роман Ясинский (1853—1896) — врач, основатель частного ортопедического института, редактор, Казимир , юрист и писатель,  Феликс, инженер-конструктор, профессор Института инженеров путей сообщения в Санкт-Петербурге.

#### Герб
Яков Ясинский в 1823 году возведён в потомственное дворянское достоинство Царства Польского с гербом Златовонж.